# Bienvenue à l'hôtel
Bienvenue à l'hôtel est une émission de télévision française, il s'agit de la 2e déclinaison du programme télévisée Bienvenue chez nous, elle est diffusée du 15 décembre 2014 au 30 octobre,,. 
À la suite du succès de la 1re semaine (seulement pour la 1re saison), l'émission est reconduite pour une saison suivante en 2015.
Faute d’audience, Bienvenue a l'hôtel  ne sera plus diffusés, remplacée par un nouveau feuilleton Ici tout commence.

## Audiences (2017)
| Épisode | Jour et horaire de diffusion      | Audience moyenne          | Audience moyenne | Réf.  |
| Épisode | Jour et horaire de diffusion      | Nombre de téléspectateurs | PDM              | Réf.  |
| ------- | --------------------------------- | ------------------------- | ---------------- | ----- |
| 1       | Lundi 4 septembre 2017 18 h 20    | 2 250 000                 | 16,1 %           | [ 6 ] |
| 2       | Mardi 5 septembre 2017 18 h 20    | 2 150 000                 | 16,3 %           | [ 7 ] |
| 3       | Mercredi 6 septembre 2017 18 h 20 | 2 070 000                 | 16 %             | [ 8 ] |
| 4       | Jeudi 7 septembre 2017 18 h 20    | 2 370 000                 | 18,3 %           | [ 9 ] |